# اوکسانا کالاشنیکووا
 اوکسانا کالاشنیکووا (گرجی: ოქსანა კალაშნიკოვა؛ زادهٔ ۵ سپتامبر ۱۹۹۰) یک تنیس‌باز اهل گرجستان است.